# Nina Smolińska
Nina Magdalena Smolińska (ur. 5 maja 1978 w Lesku) – polska biolożka, specjalistka w zakresie endokrynologii i rozrodu zwierząt, profesor nauk biologicznych, profesor Uniwersytetu Warmińsko-Mazurskiego w Olsztynie.

## Życiorys
Ukończyła studia biotechnologiczne na Uniwersytecie Warmińsko-Mazurskim w Olsztynie w 2002 roku. Stopień doktora nauk biologicznych uzyskała w 2006 roku na macierzystej uczelni na podstawie rozprawy pt. Ekspresja genu leptyny i jej receptora w wybranych tkankach układu rozrodczego świni w czasie cyklu rujowego i wczesnej ciąży (promotor: Jadwiga Przała). Stopień doktora habilitowanego nauk biologicznych w zakresie biologii, specjalność fizjologia zwierząt, uzyskała w 2017 roku na tej samej uczelni, przedstawiając dzieło pt. Rola adiponektyny i oreksyn w macicy świni (Sus scrofa domestica). Tytuł profesora nauk biologicznych otrzymała 28 lutego 2020 roku.
Prowadzi badania w zakresie hormonalnej regulacji procesów rozrodczych ssaków, szczególnie endokrynologii rozrodu. Swoje prace naukowe publikowała w czasopismach z listy JCR, m.in. „Journal of Animal Science and Biotechnology”, „Biology of Reproduction”, „BMC Genomics“. Odbyła staże naukowe m.in. w Stanach Zjednoczonych w Sanford-Burnham Medical Research Institute w Orlando, w Hiszpanii na Uniwersytecie Santiago de Compostela oraz we Włoszech na Uniwersytecie w Perugii.
Od 2002 roku zawodowo związana jest z Wydziałem Biologii i Biotechnologii UWM w Olsztynie, od 2017 roku jako profesor uczelni. W 2019 roku została prodziekanem ds. nauki tego wydziału. Od 2019 roku pełni funkcję Przewodniczącej Rady Naukowej Dyscypliny Nauki Biologiczne. W latach 2020–2024 była Przewodniczącą Uniwersyteckiej Rady Doskonałości Naukowej. 20 grudnia 2024 roku Senat UWM w Olsztynie wybrał ją do Rady Uczelni na kadencję trwającą do 31 grudnia 2028 roku.
Prowadzi także działalność popularyzatorską – uczestniczy w organizacji i prowadzi wykłady oraz warsztaty w ramach takich wydarzeń jak: Noc Biologów, Olsztyńskie Dni Nauki i Sztuki, Europejska Noc Naukowców i Europejski Tydzień Mózgu.
Jest członkinią Komitetu Nauk Fizjologicznych i Farmakologicznych PAN, oraz, od 2019 roku, Wiceprzewodniczącą Komisji Nauk o Życiu PAN. Należy również do Polskiego Towarzystwa Fizjologicznego (Przewodnicząca olsztyńskiego oddziału od 2020 roku), Towarzystwa Biologii Rozrodu (Prezes olsztyńskiego oddziału od 2024 roku) oraz Polskiego Towarzystwa Genetycznego.
W 2021 roku, „za zasługi w działalności na rzecz rozwoju nauki”, została odznaczona Srebrnym Krzyżem Zasługi. 